# Póvoa de Santa Iria e Forte da Casa
Póvoa de Santa Iria e Forte da Casa (oficialmente: União das Freguesias de Póvoa de Santa Iria e Forte da Casa) é uma freguesia portuguesa do município de Vila Franca de Xira, com 26,78 km² de área e 40871 habitantes (censo de 2021). A sua densidade populacional é 1 526,2 hab./km².

## História
Foi criada aquando da reorganização administrativa de 2012/2013,  resultando da agregação das antigas freguesias de Póvoa de Santa Iria e Forte da Casa.

## Demografia
A população registada nos censos foi:
| Distribuição da População por Grupos Etários | Distribuição da População por Grupos Etários | Distribuição da População por Grupos Etários | Distribuição da População por Grupos Etários | Distribuição da População por Grupos Etários | Distribuição da População por Grupos Etários |
| -------------------------------------------- | -------------------------------------------- | -------------------------------------------- | -------------------------------------------- | -------------------------------------------- | -------------------------------------------- |
| Antes da agregação                           |                                              |                                              |                                              |                                              |                                              |
| Ano                                          | 0-14 anos                                    | 15-24 anos                                   | 25-64 anos                                   | >= 65 anos                                   | Total                                        |
| 2001                                         | 6634                                         | 5516                                         | 21001                                        | 2105                                         | 35256                                        |
| 2011                                         | 7394                                         | 4515                                         | 25058                                        | 3437                                         | 40404                                        |
| Após a agregação                             |                                              |                                              |                                              |                                              |                                              |
| Ano                                          | 0-14 anos                                    | 15-24 anos                                   | 25-64 anos                                   | >= 65 anos                                   | Total                                        |
| 2021                                         | 6221                                         | 4716                                         | 23705                                        | 6229                                         | 40871                                        |

## Património
- Igreja de Nossa Senhora do Rosário de Fátima (Igreja Matriz)
- Igreja de Nossa Senhora da Piedade
- Igreja de Nossa Senhora da Paz
- Igreja de Santo António (Bragadas)
- Oratório de São Jerónimo
- Santuário do Senhor Morto (Quinta Municipal da Piedade)
- Dois Obeliscos ladeando a EN 12-1ª, ao km 13,895
- Ruínas dos fortes aquando das invasões